# Улица Богдана Хмельницкого (Челябинск)
Улица Богдана Хмельницкого — центральная улица в Металлургическом районе Челябинска. Получила название в честь гетмана Украины Б. М. Хмельницкого в 1954 году, в год 300-летия воссоединения Украины с Россией.

## Расположение
Пролегает от улицы Гашека до Березового тупика. Участок между пересечением с улицей Сталеваров и улицей Маршала Г. К. Жукова расширен и превращён в бульвар с двумя прогулочными аллеями. Западная часть улицы от пересечения с улицей Румянцева по чётной стороне граничит с Каштакским бором.
Улица Богдана Хмельницкого служит наиболее коротким путём выезда из города с территории Металлургического района.

## Объекты
На улице расположены:
- сквер на участке от улицы Сталеваров до улицы Жукова;
- небольшая площадь перед бывшим кинотеатром «Россия» (не имеет отдельного названия);
- здание администрации Металлургического района (дом № 6);
- Дворец металлургов (ДК ЧМК) (на пересечении с улицей Гашека, формальный адрес — Гашека, 1);
- Южно-Уральский многопрофильный колледж (дом № 12);
- здание бывшего кинотеатра «Россия» (дом № 14а);
- арт-объекты «Часы», «Нулевой километр», «Земной шар»;
- аннотационная доска о названии улицы Богдана Хмельницкого (дом № 4);
- мемориальная доска в честь поэта В. А. Богданова (дом № 10);
- библиотека № 1 (дом № 17);
- средние образовательные школы № 92 (дом № 24), № 70 (дом № 7).

## Мероприятия
Центральная улица района традиционно использовалась в советское время для проведения праздничных шествий и демонстраций. В современный период традиционные праздничные мероприятия к Дню Победы совмещаются с шествием Бессмертного полка по улице Богдана Хмельницкого с поворотом на улицу Дегтярева к Вечному огню.
Многолетнюю традицию имеет проведение в сквере по улице Богдана Хмельницкого городской летней выставки цветов и плодов, пользующейся большим вниманием жителей.
На площади перед здание бывшего кинотеатра «Россия» имеется сцена, проводятся праздничные мероприятия, в новогодние праздники сооружается ледовый городок с ёлкой и горками.

## Транспорт
На участке от улицы Сталеваров до улицы Румянцева ходят троллейбусы и маршрутные такси. Автобусы ходят почти на всём протяжении улицы: от пересечения с улицей Сталеваров до пересечения с Конноспортивной. Остановки общественного транспорта на улице Богдана Хмельницкого: «Администрация», «Кинотеатр Россия (Парк Тищенко)», «Общежитие», «Богдана Хмельницкого», «Магазин „Антошка“», «Магазин „Яблонька“».